# Coleophora muehligella
Coleophora muehligella é uma espécie de mariposa do gênero Coleophora pertencente à família Coleophoridae.